# Dasypus novemcinctus

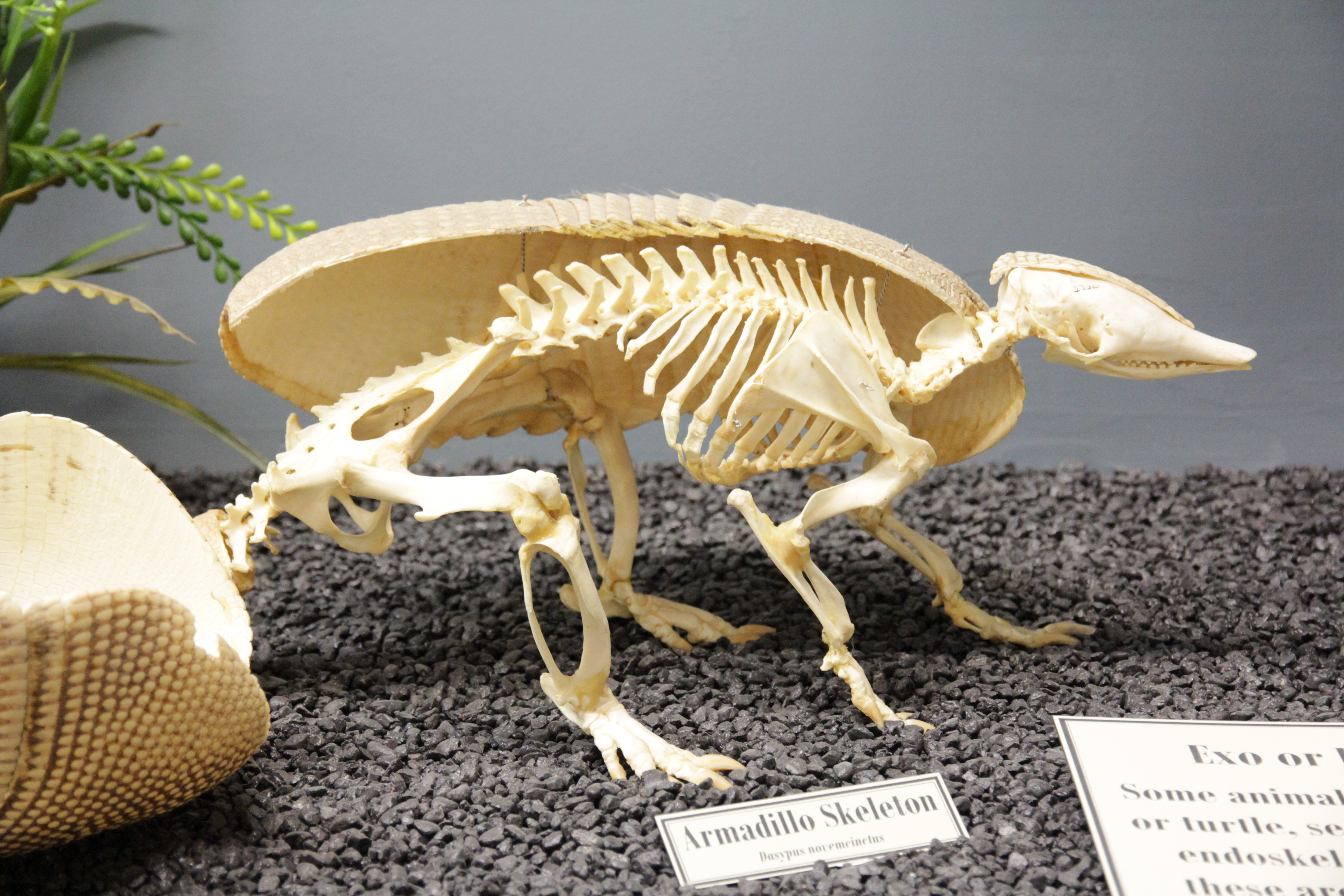
Esqueleto

El armadillo de nueve bandas, tatú negro, jerre jerre, toche o mulita grande, (Dasypus novemcinctus) es una especie de mamífero placentario de la familia Dasypodidae que se encuentra en Centroamérica, Norteamérica y Sudamérica. Esta estrechamente relacionado con los osos hormigueros y los perezosos.

## Nombres vulgares
Según la región se le conoce con nombres tales como huech, armado, mulita, mataco, cachicamo, dugu-dugu, gurre, jerre-jerre, pirca, toche, ayotochtli o cusuco en El Salvador, Nicaragua y Honduras. En América del Sur son más conocidos como tatú o también como quirquincho, y fueron los españoles quienes les dieron el nombre de armadillo a causa de su armadura o coraza.

### Tatú jhu o tatú negro
“Tatú jhú” proviene del idioma guaraní, que traducido al español es “armadillo negro” o "tatú negro". Se le dice así en partes de Paraguay, oriente de Bolivia y el Noreste de Argentina.

## Descripción
Es de cuerpo pequeño y a pesar de sus patas cortas se mueve con rapidez; estas últimas poseen garras que le permiten excavar la tierra y crear madrigueras. Mide 50-60 cm aproximadamente y pesa entre 4-8 kg. Su coloración es negruzca con partes blancas y beige. En este mamífero acorazado, su armadura posee nueve bandas (de ahí su nombre científico) y es una lámina pequeña cubierta de anillos duros que cubren la parte superior de su cabeza y espalda. Carece de piel, por lo que no resiste temperaturas bajas, por ello prefiere temperaturas cálidas. Normalmente se cierra para dormir o defenderse ante un peligro, pero no es común encontrarle cerrado. Tiene dientes pero no pueden morder o masticar. Su característica más asombrosa es que posee placas dérmicas cubiertas de placas epidérmicas muy parecidas a las escamas de los reptiles. 

## Características físicas

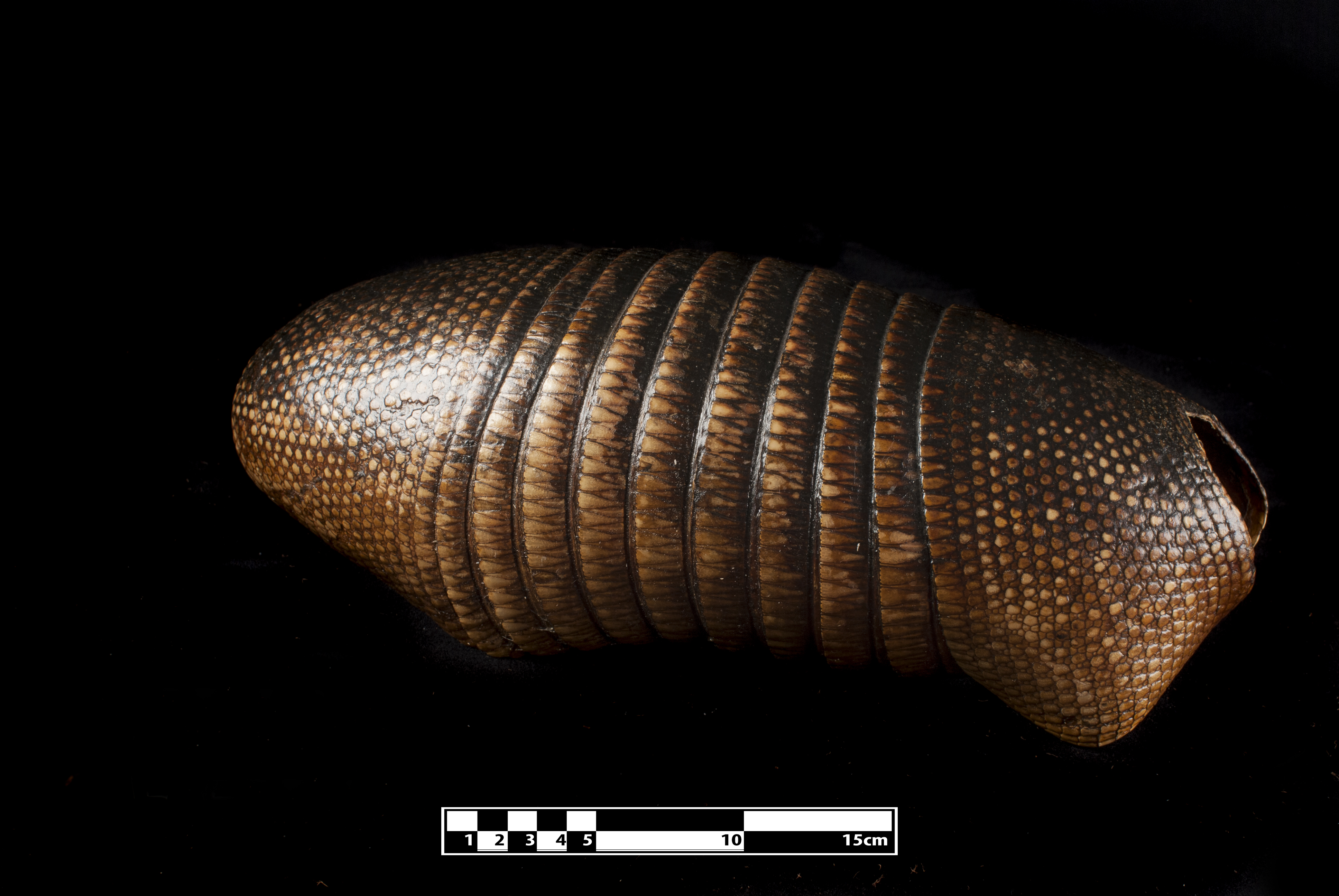
Armadura ósea

Es un mamífero acorazado de cuerpo pequeño que, a pesar de sus cortas patas, se mueven con gran rapidez. Las patas poseen garras semejantes a uñas que les permiten excavar la tierra para crear sus madrigueras.
Su armadura es una pequeña lámina cubierta de un número determinado de duros anillos que puede ir de 5 a 9 según la especie. Esta coraza cubre la parte superior de su cabeza y su espalda. Como carecen de piel, no pueden resistir temperaturas muy bajas, por eso se los encuentra en zonas de temperaturas cálidas.
Normalmente se cierran para dormir, o defenderse ante un peligro, aunque no es costumbre poder encontrar un armadillo cerrado.
Una particularidad de estos animales es que presentan una armadura ósea que cubre la cabeza, el cuerpo y la cola. En la mitad del cuerpo esta armadura es interrumpida por partes de piel, así que se forman cintas, en formas de anillos de material óseo.
El tatú hú, o Dasypus novemcintus, presenta cintas o anillos de donde proviene su nombre científico: novemcintus.
Tienen alrededor de 32 dientes, a pesar de que tiene dientes, no pueden morder o masticar, debido a que le faltan las raíces y el esmalte del diente. 
Su cuerpo mide 50-60 cm. aproximadamente, y pesa entre los 4-8 kg. Su coloración es oscura, negra con partes blancas y beige. Las patas delanteras tiene 4 uñas y las traseras 5. Los parientes más cercanos al tatú son los osos hormigueros, y los perezosos. La característica más asombrosa en estos animales, es la aparición de placas dérmicas (osteodermos) cubiertas de placas epidérmicas muy parecidas a las escamas de los reptiles.

## Hábitat

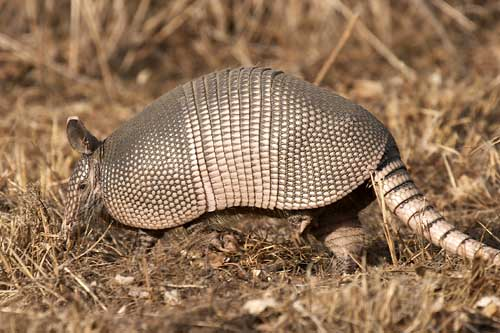
Armadillo de nueve bandas

Se halla en cuevas, huecos, pastizales, bosques tropicales y una gran variedad de hábitats de áreas secas. Aunque parece más común en áreas húmedas, nunca se lo ve bajo la tierra ya que no puede respirar bajo la misma, donde cavan con sus patas muy bien dotadas de uñas largas y fuertes. Suele tener una gran capocha por lo que se lo conoce como armadillo lemuelopus.
Es un animal de hábitos nocturnos, muy escurridizo y tímido se orienta por el olfato, y también por  el agudo sentido de audición. Durante el día permanece en su madriguera, excavado en la tierra a mediana profundidad, y por las noches se aventura en campo abierto para cazar insectos y larvas y especialmente  hormigas de los que se alimenta. Es un animal insectívoro, alimentándose principalmente con hormigas, termitas  y otros pequeños invertebrados.

## Alimentación y procreación
Su alimentación se basa en raíces tuberosas, lombrices, caracoles, pequeños anfibios e insectos, aunque prefieren las termitas y hormigas. 
De todos los armadillos, el tatu hú es el más fértil, da a luz de 4-10 crías eso explica porque son los más frecuentes de hallar. 
Construyen cuevas múltiples o madrigueras de 0.5 a 3.5 m de largo interconectadas, el período reproductivo es de agosto a noviembre. 
El período de gestación es de 120 días. El número normal de individuos por camada es de que 4 llegan a la madurez sexual al año.
La hembra del armadillo suele parir camadas de 4 individuos, esto se debe a que después de la fecundación el cigoto se divide en cuatro dando lugar al desarrollo de cuatro crías ideáticas (mellizos). Las crías son mantenidas en su madriguera hasta que llegan a la edad necesaria para valerse por sí solas. Durante ese tiempo, los pequeños son amamantados por su madre antes de enseñarle a capturar insectos.
Esta especie es la única conocida que puede inflar sus intestinos con aire y flotar para cruzar ríos; además puede realizar apnea de 6 minutos, logrando cruzar por el fondo de pequeños ríos de correntada. Puede saltar 90-120 cm de altura en el aire, siendo un particular peligro en carreteras.

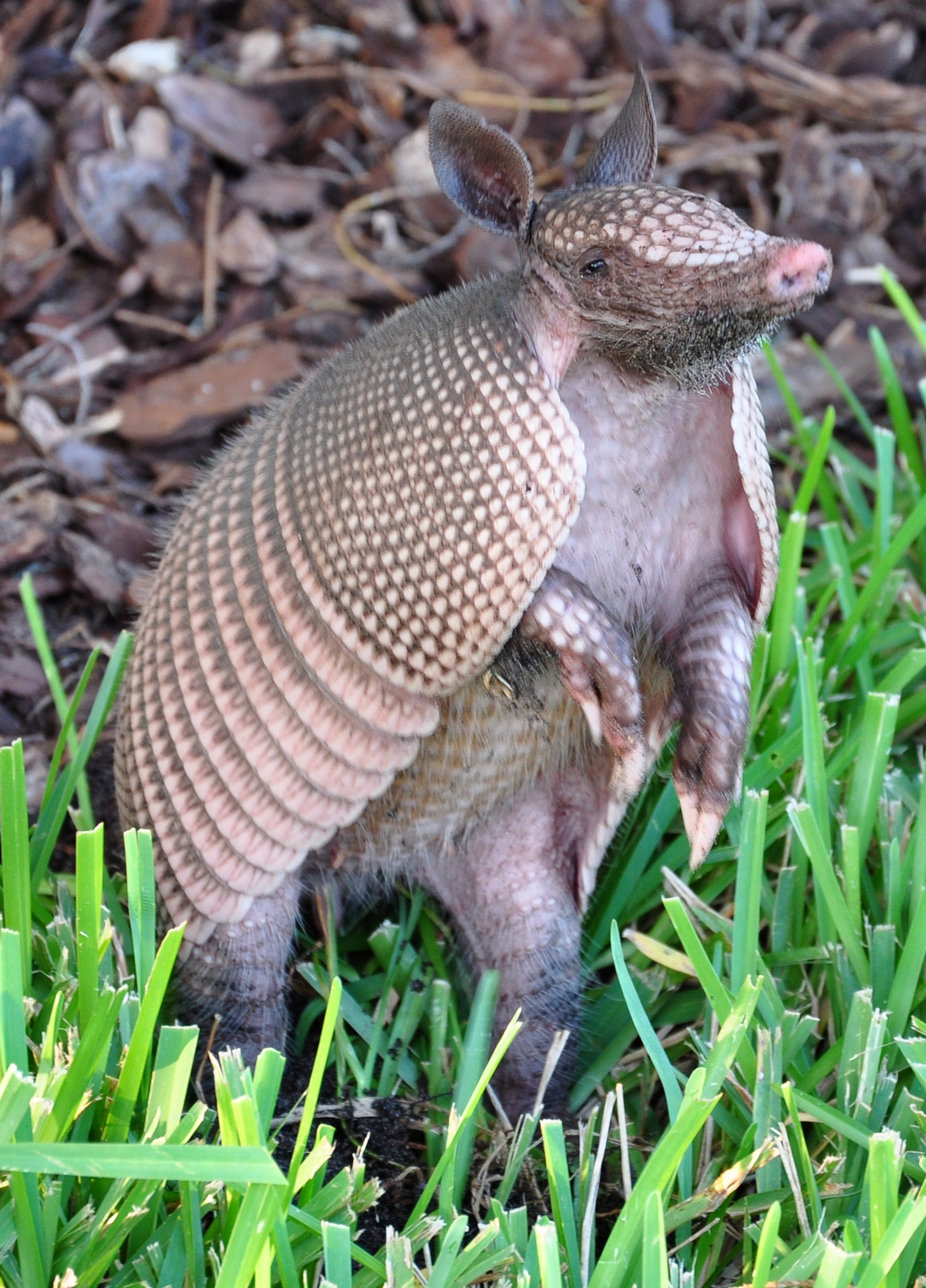
Dasypus novemcinctus en Florida.

## Distribución
Vive desde el sur de Estados Unidos hasta Uruguay y centro de Argentina; es el armadillo con la distribución más amplia. En México se le puede encontrar en la vertiente del Pacífico, en la planicie costera del Golfo, en la zona del eje neovolcánico y de ahí hacia los estados del sursureste del país. 
Esta especie se halla distribuida desde Colombia Sur de los Estados Unidos hasta Uruguay y el centro de Argentina. Es el armadillo que cuenta con la distribución más amplia.
El tatú hú es bastante frecuente en todo el Paraguay, tanto en la Región Oriental como la Occidental. 
Normalmente viven en regiones secas, como por ejemplo, el gran Chaco, y se dispersan a otras zonas como la región Oriental del país.
Los científicos especulan que las diferentes especies de armadillos se desarrollaron en la zona del Gran Chaco Americano de donde se dispersaron al resto del continente.

## Relación con el hombre
Los indígenas del Chaco paraguayo gustan de su carne a veces cocinada en la propia armadura del animal. La grasa se usa con fines medicinales. Los armadillos son exhibidos en parques zoológicos de todo el mundo debido a su peculiar aspecto. En las naciones andinas, especialmente Perú, Bolivia y Argentina, el caparazón es utilizado para construir el charango. También se usa para confeccionar carteras femeninas y como alimento. En algunas zonas de México se fríe la coraza y se come como chicharrón. En Yucatán, el huech -como ahí se le conoce- es pieza de caza muy apreciada por lo sabroso de su carne y por ser plato exótico en restaurantes de lujo; además la grasa del tatú es utilizada con fines medicinales. Del mismo se elaboran jarabes caseros para la tos, bronquitis, asma, reuma, golpes, llagas, etc.
Es un animal dócil y no presenta peligro alguno, excepto sus patas con alargas y firmes uñas. Algunas personas los tienen como mascota, aunque son muy escurridizos y si no tienen una jaula muy segura pueden cavar pozos muy profundos y causar daños en las tuberías, como ya se ha constatado. 
Los armadillos son muy apreciados por los europeos y asiáticos, debido a que este grupo de animales se distribuyen exclusivamente en el continente americano, sobre todo en América del Sur.
Son animales exhibidos en Parques Zoológicos de todo el mundo debido a su peculiar aspecto.
En las naciones andinas, especialmente Perú y Bolivia y el noroeste de Argentina, el caparazón del armadillo es utilizado para construir un instrumento musical llamado charango, semejante a una guitarra pero de reducidas dimensiones, compuesto de cinco órdenes de cuerdas que producen un sonido muy agudo. También sirve para la confección de carteras femeninas y como alimento. En zonas de México se fríe la coraza y se come como un chicharrón.
En México, especialmente en la zona del Yucatán, el huech -como allí se le conoce- es una preciada pieza de caza, por lo sabroso de su carne y por ser un plato exótico en los más caros restaurantes; debido a esto el número de armadillos ha disminuido en forma alarmante en la región. La IUCN 2019-1 tiene clasificada a la especie como de preocupación menor. El consumo de carne de armadillo, puede transmitir la enfermedad la Lepra. Debido a esto el número de armadillos ha disminuido en forma alarmante en la región.

## Estado de conservación

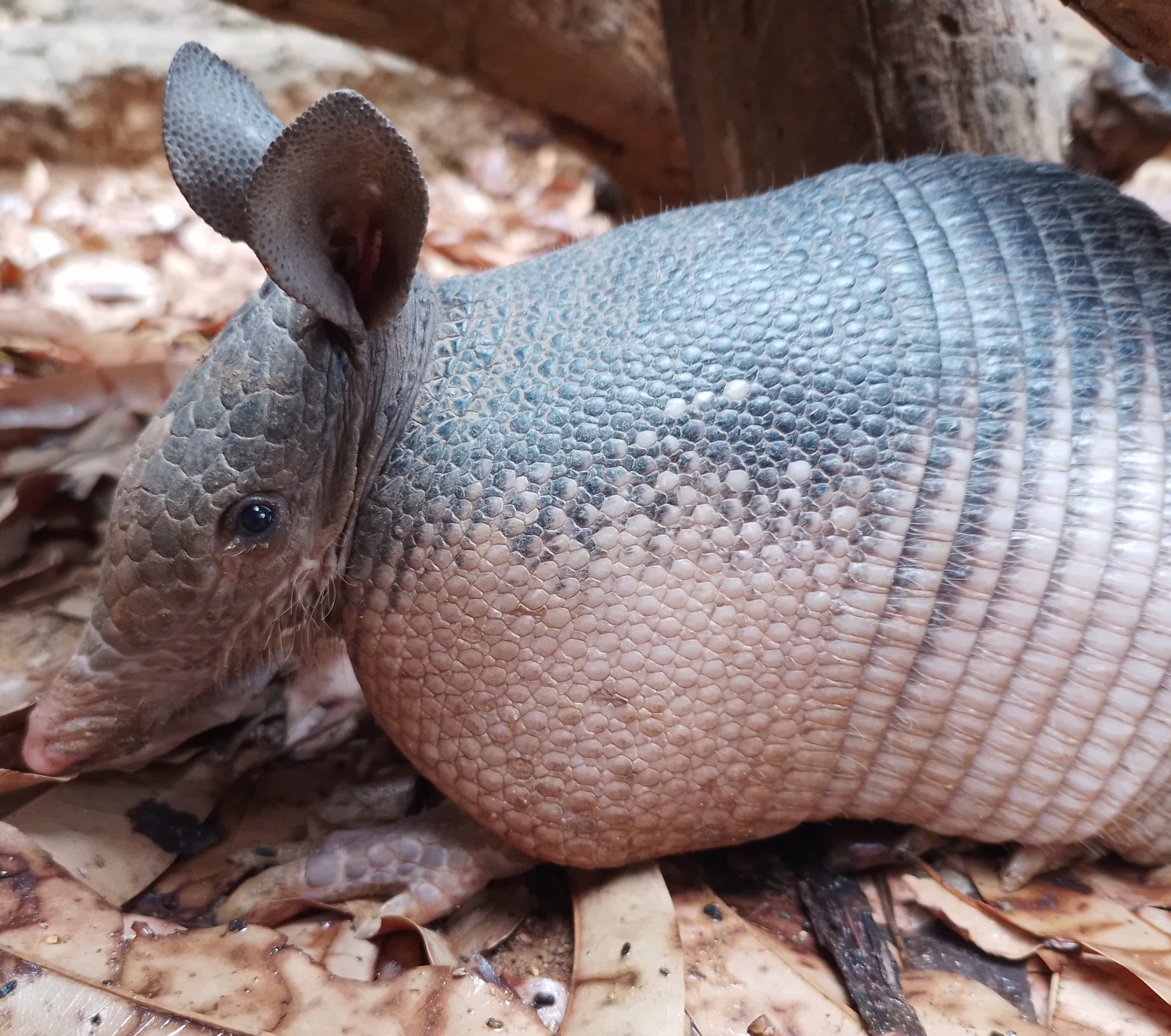
Ejemplar en el Zoológico de Paraguaná, Venezuela.

Relativamente común en la Región Occidental con algunas extinciones locales especialmente en las áreas más secas, hubo incremento poblacional en Presidente Hayes. En la Región Oriental, debido a la alta presión de cacería y destrucción de hábitats se han extinguido localmente en varios sitios. Cabe mencionar en particular que esta especie, no está listada como especie CITES (Convenio sobre el comercio Internacional de Especies Amenazadas, por sus siglas en inglés).

## Subespecies
Según Gardner, existen cinco subespecies:
- Dasypus novemcinctus aequatorialis Lönnberg, 1913
- Dasypus novemcinctus fenestratus Peters, 1864
- Dasypus novemcinctus hoplites G.M. Allen, 1911
- Dasypus novemcinctus mexianae Hagmann, 1908
- Dasypus novemcinctus mexicanus Peters, 1864